# 新圣人足球俱乐部
奧斯沃斯特里城和蘭辛迪費特新聖徒足球俱樂部（The New Saints of Oswestry Town & Llansantffraid Football Club），也稱為新聖徒或TNS是一支英國足球會，分別代表威爾斯波伊斯（Powys）的兰辛迪费特（Llansantffraid-ym-Mechain）及英格蘭什罗普郡的奧斯沃斯特里（Oswestry），兩地相距僅8英里／13公里，現時在威尔士足球超級联赛中比賽。由1997至2006年球隊稱為TNS全网络足球俱乐部（Total Network Solutions F.C.）。
「TNS」於2007年9月1日由兰辛迪费特的遊樂場球場（Recreation Ground）搬遷到奧斯沃斯特里的柏克荷尔运动场（Park Hall），球場當時只有250個臨時坐席，有計劃於2008年擴建到可容3,000觀察。球隊首選球衣為綠白橫間球衣白褲及白襪；次選球衣為全藍衫、褲及襪；而第三選球衣為全橙衫、褲及襪。

## 歷史

### 兰辛迪费特
球隊由祖·史密斯（Joe Smith）於1959年組成，初時名為兰辛迪费特足球俱乐部（Llansantffraid F.C.），代表人口僅有1,000人的邊境小鎮兰辛迪费特（Llansantffraid-ym-Mechain），在鎮內的遊樂場球場（Recreation Ground）進行比賽。
兰辛迪费特參加威爾斯國內第四級的蒙哥马利郡业余足球联赛（Montgomeryshire Amateur Football League），曾經奪得7次冠軍。1989-1990年球隊獲選加入威尔士中部联赛（Central Wales League），現時稱為中威尔士联赛（Mid-Wales League）。只逗留一個球季即以亞軍身份升級到威爾斯聯盟聯賽（Cymru Alliance）。1992/93年球季兰辛迪费繼續疾速的崛起，以聯賽及前稱威爾斯業餘盃（Welsh Amateur Cup）的威爾斯中級盃（Welsh Intermediate Cup）雙料冠軍升級到威爾斯聯賽（League of Wales）。

### TNS全网络
1996年，兰辛迪费特贏得威爾斯盃（Welsh Cup）並獲得欧洲优胜者杯參賽資格。這時奧斯沃斯特里（Oswestry）本地一間電腦公司TNS全网络（Total Network Solutions）提供一筆25萬英鎊的贊助費，其中包括冠名權，球隊更名為TNS全网络-兰辛迪费特足球俱乐部（Total Network Solutions Llansantffraid F.C.）。
首次參加歐洲比賽的TNS全网络-兰辛迪费特遭遇波蘭盃賽冠軍路克丘羅（Ruch Chorzow），首回合主場互相1-1打成平手，次回合0-5敗走波蘭被淘汰。自此以後球隊曾經數次獲得歐洲比賽參賽權，但末嘗一勝。由於球隊的舊遊樂場球場不符合歐洲足球協會的球場規格，主場比賽多數借用现代城（Newtown）或域斯咸的球場進行比賽。而2003/04年欧洲联盟杯對曼城的比賽更移師到加的夫72,000座的千禧球場舉行。
1997年，球隊再更名為TNS全网络足球俱乐部（Total Network Solutions F.C.），成為首支英國球隊直接採用贊助商名稱作為球隊名稱。
隨著巴里镇（Barry Town）於2003年夏季因財務困難退出後，TNS全网络成為威爾斯聯賽唯一的全職球隊。直到2005年夏季拉内利（Llanelli）才宣佈計劃轉為全職球隊。

### 與奧斯沃斯特里合併
在威爾斯聯賽角逐的英格蘭球隊奧斯沃斯特里（Oswestry Town）因財困於2003年夏季要求與鄰近的TNS全网络合併，先後獲得奧斯沃斯特里的股東及威爾斯足球協會接納，而最初反對兩支來自不同足球協會屬下的球隊合併的歐洲足球協會，最終於2003年8月14日亦批准其事。
2003-2004年「TNS」一無所獲，聯賽及威爾斯盃同樣屈居拉尔（Rhyl）之下僅得亞軍。但翌年的2004/05年球季迅速反彈，奪得聯賽及威爾斯盃雙料冠軍。
2005-2006年歐洲聯賽冠軍盃衛冕冠軍利物浦因聯賽不入前四而失去參賽資格，「TNS」提議與利物浦作兩回合友誼賽來換取參賽資格，其後歐洲足協修改歐聯規例批准利物浦參賽，但需從第一圈外圍賽開始比賽，抽籤配對剛好碰上TNS全网络。首回合利物浦憑「神奇隊長」謝拉特的帽子戲法在安菲尔德球场以3-0輕取TNS全网络，次回合在域斯咸舉行，謝拉特後補上場梅開二度，加上贾布里勒·西塞的一球，再以3-0，兩回合累計6-0淘汰TNS全网络。雖敗不辱，TNS全网络獲得各方的稱讚，其中北愛爾蘭年青門將杰拉德·达赫迪（Gerard Doherty）救出多個險球，利物浦的領隊拉法埃尔·贝尼特斯稱讚他是兩場比賽中表現最出色的球員。

### 新圣人
球隊的贊助商TNS全网络在2006年初被英國電信收購，因此贊助合約亦在2005-2006年球季完成後結束，球隊需要尋找一個新名字。在無數命名意見中，包括在eBay出售命名權，球隊決定採用新圣人（The New Saints），由於「圣人」早於兰辛迪费特時期已是球隊的綽號，而奧斯沃斯特里亦與聖渥斯沃爾德（Saint Oswald）有關連，更加可以維持「TNS」作為隊名縮寫。同時重新設計球會徽章，其中的龍代表兰辛迪费特，而獅子則代表奧斯沃斯特里。

## 「街上跳舞」
天空體育（Sky Sports）「週六足球」（Soccer Saturday）的主播杰夫·斯塔林（Jeff Stelling）慣常在報導當日戰果時，按字母序威尔士足球超級联赛是最後一個聯賽，而2005/06年球季前「TNS」又是超級联赛中最尾的一隊，如「TNS」在主場作賽而又勝出，斯塔林就會用語音相關的『今晚他們將會在TNS全网络的街上跳舞！』（They'll be dancing in the streets of Total Network Solutions tonight!）作結。

## 球會榮譽
- 威尔士足球超级联赛

 冠軍 (17)： 1999–2000, 2004–05, 2005–06, 2006–07, 2009–10, 2011–12, 2012–13, 2013–14, 2014–15, 2015–16, 2016–17, 2017–18, 2018–19, 2021–22, 2022–23, 2023–24, 2024–25
 亞軍 (7)： 2001–02, 2002–03, 2003–04, 2007–08, 2010–11, 2019–20, 2020–21
- 威爾斯盃

 冠軍 (9)： 1995–96, 2004–05, 2011–12, 2013–14, 2014–15, 2015–16, 2018–19, 2021–22, 2022–23
 亞軍 (2)： 2000–01, 2003–04
- 威爾斯聯賽盃

 冠軍 (10)： 1994–95, 2005–06, 2008–09, 2009–10, 2010–11, 2014–15, 2015–16, 2016–17, 2017–18, 2023–24
- FAW超級盃

 冠軍 (1)： 2006–07
- 威爾斯中級盃

 冠軍 (1)：1992–93
- 威爾斯聯盟聯賽

 冠軍 (1)：1992–93

## 著名球員
- 史蒂夫·埃文斯（Steve Evans）
- Marc Lloyd Williams
- Tony Henry
- 肯·麦肯纳（Ken McKenna）
- Simon Davies
- Steve Anthrobus

## 註腳
1. ↑  "Park Hall, Oswestry" 的存檔，存档日期2007-09-27.
2. ↑  .   [2008-05-03]. （原始内容存档于2009-02-21）.
3. ↑  .   [2008-05-03]. （原始内容存档于2007-10-09）.

## 外部連結
- 官方网站